# Nikephoros Proteuon
Nikephoros, Beiname Proteuon („der Erste“, mittelgriechisch Νικηφόρος ὁ Πρωτεύων; † nach Januar 1055), war ein byzantinischer Gouverneur und im Januar 1055 kurzzeitig  Thronfolger des Kaisers Konstantin IX.

## Leben
Nikephoros amtierte unter Konstantin IX. als Dux des Themas Bulgarien. Als der söhnelose Kaiser Anfang Januar 1055 im Sterben lag, überzeugten ihn mehrere prominente Hofwürdenträger, die eine Regentschaft seiner Schwägerin Theodora III. verhindern wollten, Nikephoros nach Konstantinopel in den Palast zu rufen, um ihn zum Thronfolger zu bestimmen. Theodora gelang es jedoch, den Rivalen in Thessaloniki festnehmen zu lassen. Nikephoros wurde zum Mönch geschoren und in das Kloster von Kuzenas bei Magnesia am Sipylos im Thema Thrakesion verbannt. Nach Konstantins Tod am 11. Januar 1055 bestieg Theodora, die zusammen mit ihrer (1050 verstorbenen) Schwester Zoë bereits 1042 kurzzeitig regiert hatte, zum zweiten Mal den byzantinischen Thron.